# Zdeněk Juračka (obchodník)
Zdeněk Juračka (* 29. března 1945 Benátky nad Jizerou) je český obchodník, v letech 2004 až 2016 předseda Svazu českých a moravských spotřebních družstev (Skupina COOP) a v letech 2008 až 2014 prezident Svazu obchodu a cestovního ruchu České republiky. Aktivně působil pro zlepšení kvality potravin a podporoval regionální podnikatele.

## Odborná praxe (současná i bývalá)
- předseda, Svaz českých a moravských spotřebních družstev – člen skupiny COOP, od 2004 až 2016
- prezident, Svaz obchodu a cestovního ruchu ČR, 2008 až 2014
- předseda, COOP Centrum (nákupní centrála spotřebních družstev), 1993 - 2014
- místopředseda dozorčí rady, COOP Euro, (nákupní aliance spotřebních družstev ČR, Slovenska a Maďarska), od roku 2000
- člen představenstva, Hospodářská komora ČR
- člen pléna Rady hospodářské a sociální dohody
- člen České statistické rady
- člen vědecké rady, Vysoká škola ekonomická v Praze[3]
- předseda dozorčích rad družstevních středních škol

## Politická angažovanost
Ve volbách do Senátu PČR v roce 2012 kandidoval jako nestraník za TOP 09 a STAN v obvodu č. 44 – Chrudim. Se ziskem 1,53 % hlasů (tj. 646 hlasů) skončil na posledním desátém místě a do druhého kola nepostoupil.
Jako předseda Svazu obchodu a průmyslu kritizoval zákon o významné tržní síle přijatý v roce 2009.

## Ocenění
Za úspěšnou implementaci strategických projektů získala skupina COOP řízená Zdeňkem Juračkou prestižní ocenění Zlatý dukát 2009 v kategorii „Obchod“.
Osobně získal v roce 2009 ocenění Velký modrý delfín – Marketér roku 2008. Dále Cenu Anežky Žaludové za rok 2009 udělenou pro mimořádný osobní přínos k rozvoji a péči o kvalitu v ČR.

## Zájmy
Zdeněk Juračka je ženatý, otec čtyř dětí. Ve volném čase se věnuje svým vnoučatům. Mezi jeho hlavní záliby patří tenis a vaření (návrat k původní profesi).